# Carl Edvard Rotwitt
Carl Edvard Rotwitt (Hillerød, 2 marzo 1812 – Copenaghen, 8 febbraio 1860) è stato un politico danese, Presidente del Consiglio della Danimarca dal 2 dicembre 1859 fino alla sua prematura scomparsa (a soli 47 anni) l’8 febbraio 1860.